# 札幌市立羊丘小学校
札幌市立羊丘小学校（さっぽろしりつ ひつじがおかしょうがっこう）は、北海道札幌市豊平区月寒東1条16丁目にある市立小学校。

## 沿革
- 1968年4月1日 - 仮称第3月寒小学校開校事務取扱発令。
- 1968年5月17日 - 校名を札幌市立羊丘小学校と制定。
- 1968年12月24日 - 札幌市立月寒小学校より分割し、羊丘小学校開校。開校式は玄関で執行。
- 1969年9月16日 - 校歌制定（作曲・櫻田正見）。
- 1975年3月 - 札幌市立しらかば台小学校開校に伴い、一部児童が移籍。加えて通学区の変更に伴い、一部児童が札幌市立月寒東小学校に転校。
- 1975年3月 - 札幌市立北野小学校開校に伴い、一部児童が移籍。
- 1976年4月16日 - 羊ヶ丘展望台のクラーク像除幕式に6年生参加。
- 1978年3月 - 札幌市立福住小学校開校に伴い、一部児童が移籍。
- 1985年3月 - 札幌市立あやめ野小学校開校に伴い、一部児童が移籍。
- 2001年6月17日 - 札幌ドームのオープニングセレモニーに児童が参加。
- 2007年4月6日 - ひまわり学級の開設。

## 概要

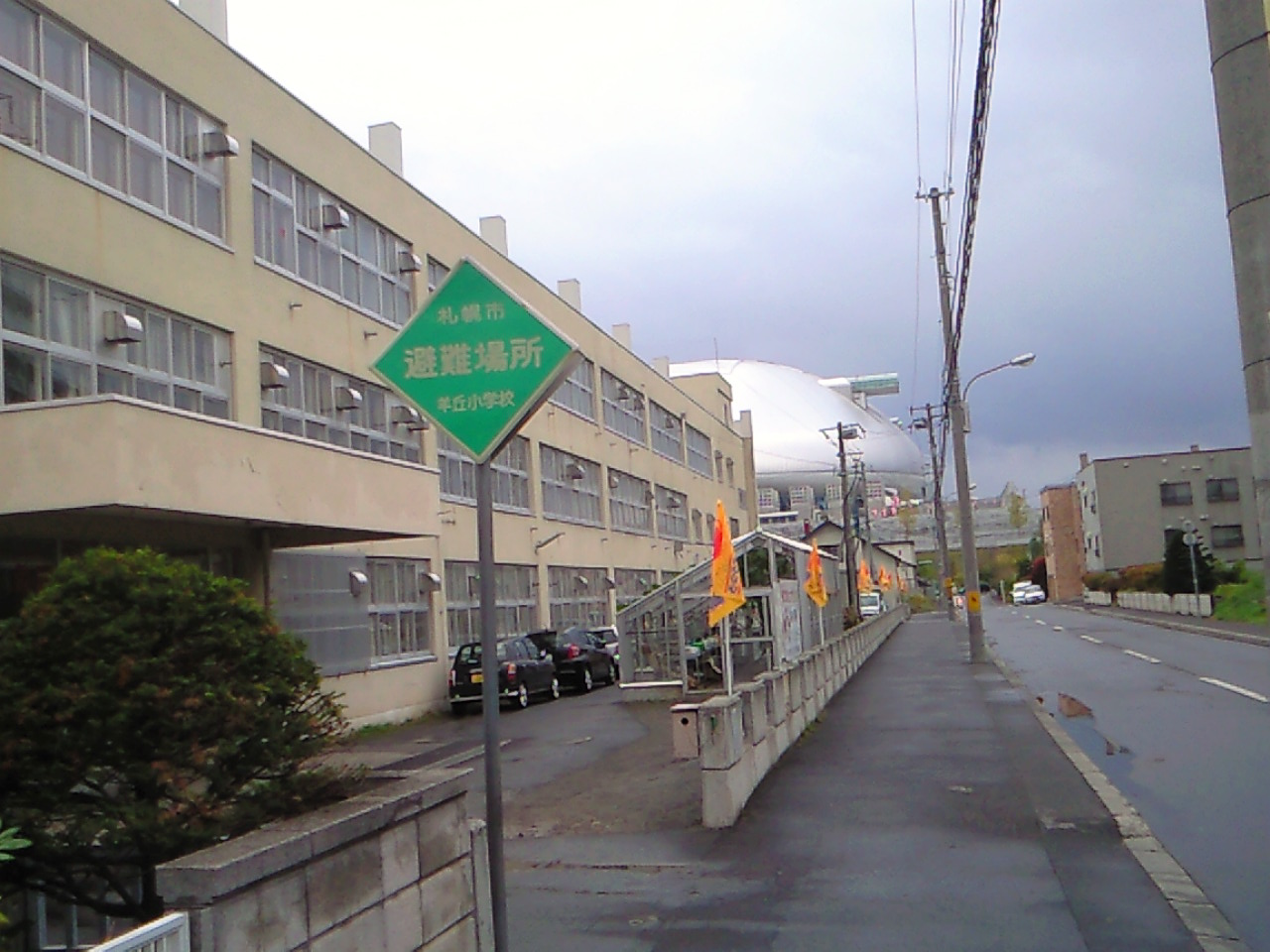
学校正面から見える札幌ドーム

校木はハリギリであり、校庭の中庭に植樹されている。
開校当初は、月寒小学校からの移籍した生徒のみで構成され、また、移籍した生徒は5年生以下であった。